# Comuna Dorotea
Dorotea (Dorotea kommun) este o comună din comitatul Västerbottens län, Suedia, cu o populație de 2.757 locuitori (2013).

## Geografie

### Zone urbane
Lista celor mai mari zone urbane din comună (anul 2015) conform Biroului Central de Statistică al Suediei:
| Nr | Zona urbană | Pop.  |
| -- | ----------- | ----- |
| 1  | Dorotea     | 1.491 |

## Demografie
| \| Evoluția demografică în comuna Dorotea, 1970–2015 \| Evoluția demografică în comuna Dorotea, 1970–2015 \| Evoluția demografică în comuna Dorotea, 1970–2015 \| Evoluția demografică în comuna Dorotea, 1970–2015 \| Evoluția demografică în comuna Dorotea, 1970–2015 \| \| ----------------------------------------------------------------------------------------------------- \| ------------------------------------------------- \| ------------------------------------------------- \| ------------------------------------------------- \| ------------------------------------------------- \| \| An \| \| \| Locuitori \| \| \| 1970 \| 1970 \| \| 4099 \| 4099 \| \| 1975 \| 1975 \| \| 3966 \| 3966 \| \| 1980 \| 1980 \| \| 3972 \| 3972 \| \| 1985 \| 1985 \| \| 3821 \| 3821 \| \| 1990 \| 1990 \| \| 3752 \| 3752 \| \| 1995 \| 1995 \| \| 3617 \| 3617 \| \| 2000 \| 2000 \| \| 3353 \| 3353 \| \| 2005 \| 2005 \| \| 3082 \| 3082 \| \| 2010 \| 2010 \| \| 2878 \| 2878 \| \| 2015 \| 2015 \| \| 2740 \| 2740 \| \| Sursa: SCB - Statistika Centralbyrån, Folkmängd efter region, civilstånd, ålder och kön. År 1968–2016 \| \| \| \| \| |      |  |           |      |
| Evoluția demografică în comuna Dorotea, 1970–2015 |      |  |           |      |
| An |      |  | Locuitori |      |
| 1970 | 1970 |  | 4099      | 4099 |
| 1975 | 1975 |  | 3966      | 3966 |
| 1980 | 1980 |  | 3972      | 3972 |
| 1985 | 1985 |  | 3821      | 3821 |
| 1990 | 1990 |  | 3752      | 3752 |
| 1995 | 1995 |  | 3617      | 3617 |
| 2000 | 2000 |  | 3353      | 3353 |
| 2005 | 2005 |  | 3082      | 3082 |
| 2010 | 2010 |  | 2878      | 2878 |
| 2015 | 2015 |  | 2740      | 2740 |
| Sursa: SCB - Statistika Centralbyrån, Folkmängd efter region, civilstånd, ålder och kön. År 1968–2016 |      |  |           |      |